# Todd Fuller
Pour les articles homonymes, voir Fuller.
Todd Fuller, né le 25 juillet 1974 à Fayetteville en Caroline du Nord, est un ancien joueur américain de basket-ball. Il évoluait au poste de pivot.